# إرث مانغان (رواية)
إرث مانغان (بالإنجليزية: The Mangan Inheritance)‏ هي رواية للكاتب الكندي برايان مور، نشرت عام 1979، عن دار نشر جوناثان كيب وأخرى.